# Neocataclysta magnificalis
Neocataclysta magnificalis là một loài bướm đêm trong họ Crambidae.